# Lieja-Bastoña-Lieja 1949
La Lieja-Bastogne-Lieja 1949 fue la 35.ª edición de la clásica ciclista Lieja-Bastoña-Lieja. La carrera se disputó el domingo 1 de mayo de 1949, sobre un recorrido de 256 km. El vencedor final fue el francés Camille Danguillaume (Frejus) que se impuso al sprint a los belgas Adolf Verschueren (Mercier) y Roger Gyselinck, segundo y tercero respectivamente. 

## Clasificación final
| Posición | Ciclista              | Equipo         | Tiempo   |
| -------- | --------------------- | -------------- | -------- |
| 1        | Camille Danguillaume  | Frejus         | 6h57'40" |
| 2        | Adolf Verschueren     | Mercier        | s.t.     |
| 3        | Roger Gyselinck       | -              | s.t.     |
| 4        | Willy Kemp            | Bottecchia     | s.t.     |
| 5        | Maurice Meersman      | -              | s.t.     |
| 6        | Pino Cerami           | Peugeot-Dunlop | a 35"    |
| 7        | Émile Masson Jr.      | Carrara        | a 1'25"  |
| 8        | Jacques Geus          | Rochet-Dunlop  | s.t.     |
| 9        | Achiel Buysse         | Rochet-Dunlop  | s.t.     |
| 10       | Eugène Van Roosbroeck | Alcyon-Dunlop  | s.t.     |